# Diarsia dislocata
Diarsia dislocata (tên tiếng Anh: Dislocated Dart) là một loài bướm đêm thuộc họ Noctuidae. Nó được tìm thấy ở Alaska và Ontario, Quebec, New Brunswick, Newfoundland và Labrador, British Columbia, Alberta, Saskatchewan, Northwest Territories, Yukon và Manitoba in Canada. Nó cũng được tìm thấy ở khu vực đông bắc của Hoa Kỳ, Washington và Colorado.